# Vattusaari (ö i Norra Österbotten, Haapavesi-Siikalatva)
Vattusaari är en ö i Finland. Den ligger i sjön Uljuan tekojärvi och i kommunen Siikalatva i den ekonomiska regionen  Haapavesi-Siikalatva ekonomiska region  och landskapet Norra Österbotten, i den centrala delen av landet, 500 km norr om huvudstaden Helsingfors. Öns area är 0,2 hektar och dess största längd är 70 meter i sydöst-nordvästlig riktning.